# 赵春雷
赵春雷（1962年3月—），湖南邵东人，汉族，中国共产党党员。中华人民共和国政治人物、第十三届全国人民代表大会山西地区代表、中国铁路太原局集团董事长。
2018年2月24日，当选为第十三届全国人大代表。